# Joos van Cleve

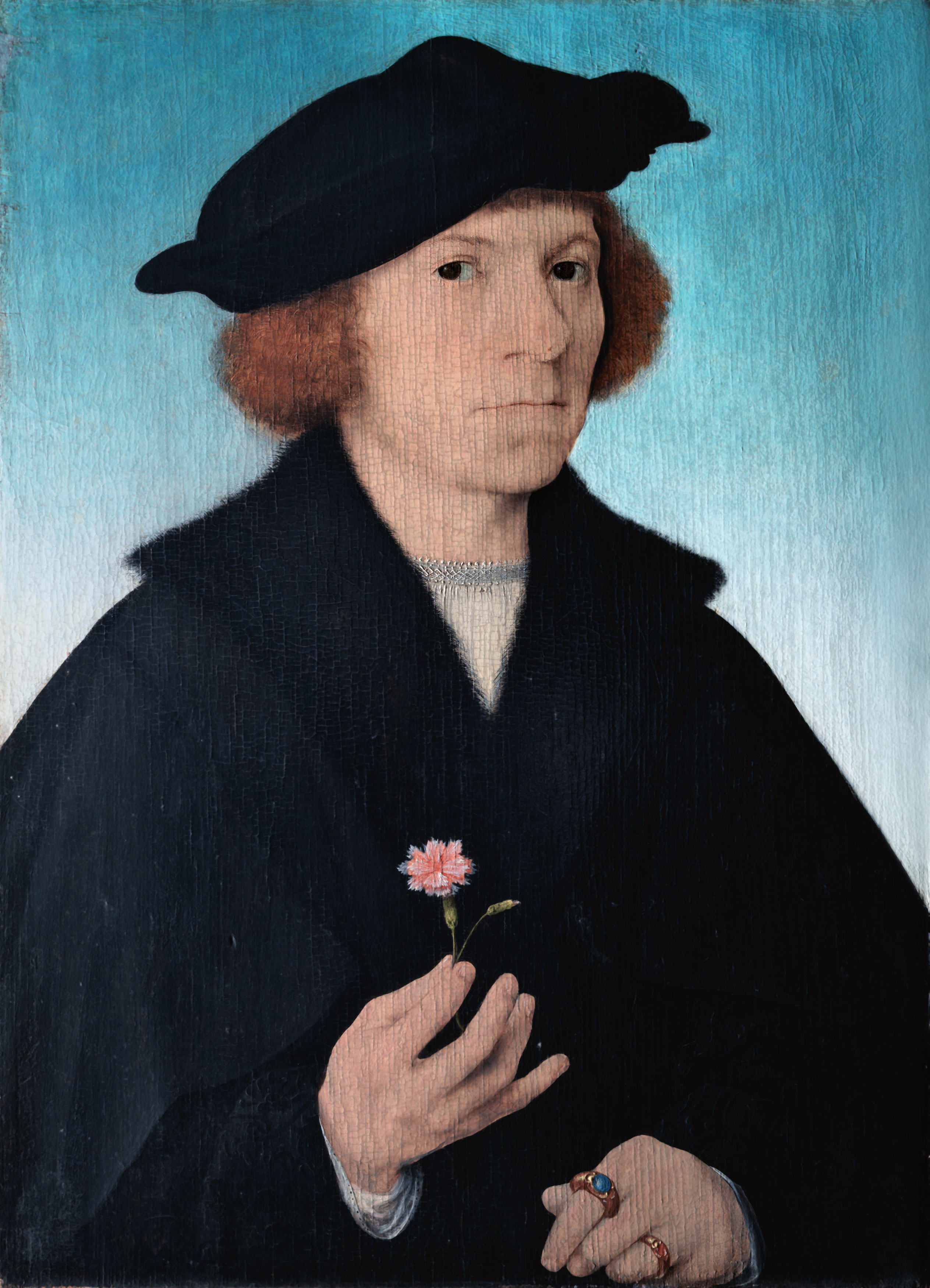
Zelfportret, ca. 1519, Museo Thyssen-Bornemisza, Madrid

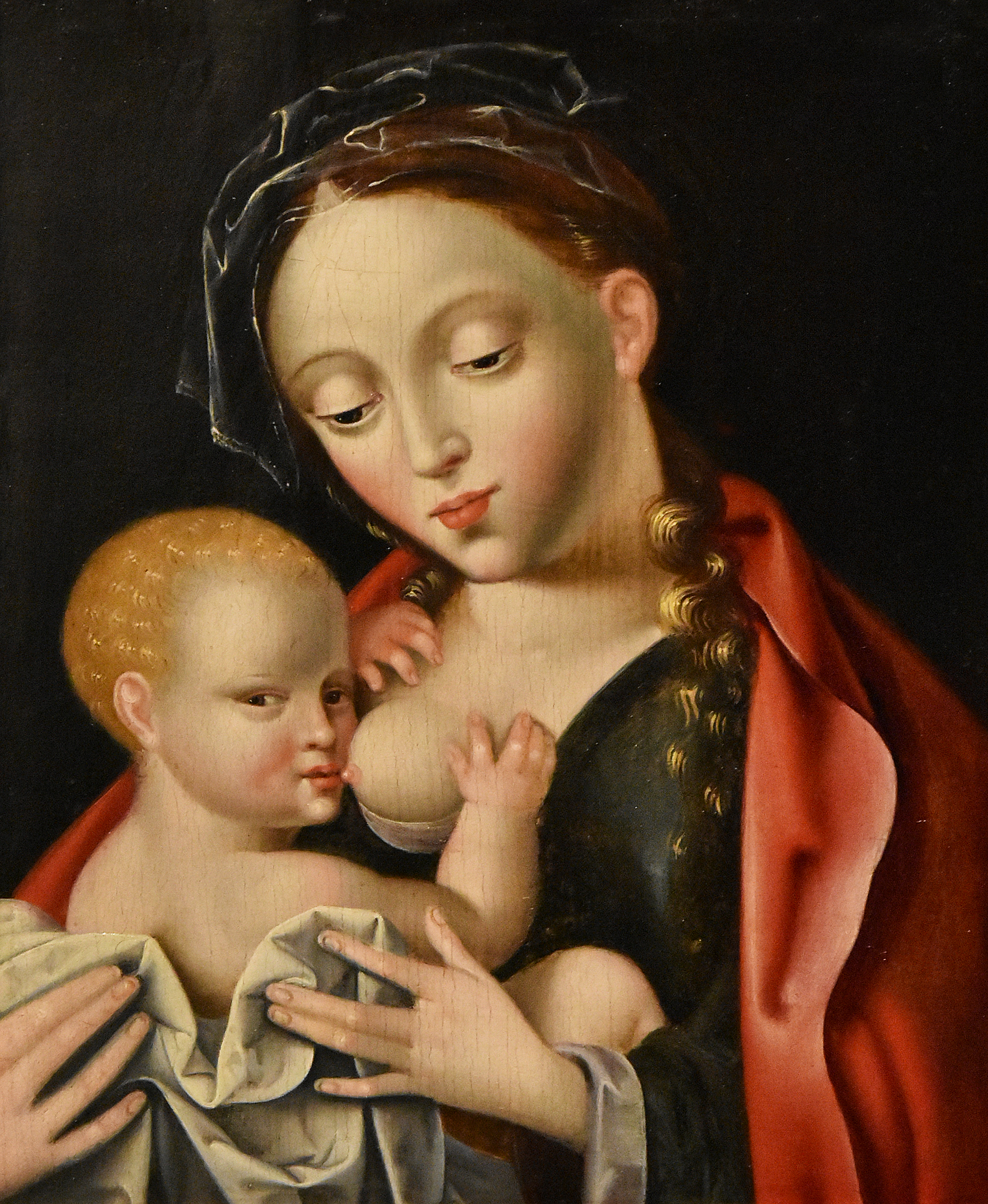
De Maagd lacteert Jezus, La Boverie, Luik

Joos van Cleve (of Joos van der Beke, alias van Cleve) (ca. 1485/1490 – 1540 of 1541) was een Zuid-Nederlands kunstschilder die werkzaam was in Antwerpen tussen 1511 en 1540. Hij was een flexibel schilder die zijn stijl kon aanpassen aan de wensen van de opdrachtgevers en schilderde zowel in de stijl van de grote Brugse schilders als in de maniëristische stijl van zijn tijd en in de Italiaanse renaissancestijl voor werken die door Italiaanse opdrachtgevers waren besteld. Joos van Cleve was een zeer productief schilder: er zijn meer dan driehonderd werken aan hem en zijn atelier toegeschreven waarvan een groot aantal met religieuze thema’s. Typisch voor Van Cleve zijn de achtergronden met weidse landschappen. Hij schilderde ook verschillende portretten voor Europese koningshuizen.

## Biografie

### Afkomst
Over het algemeen wordt aangenomen, op basis van zijn alias "van Cleve", dat "Joos van der Beke, die men heet van Cleve", omstreeks 1485-1490 werd geboren in de stad Kleef in het gelijknamige hertogdom, tegenwoordig Duitsland, in zijn tijd taalkundig en cultureel een deel van de Nederlanden. Er is echter geen enkel documentair bewijs dat Joos van der Beke inderdaad uit Kleef afkomstig was. Van de familie Van der Beke zijn wel sporen terug te vinden in de buurt van Wesel in het noordwesten van Noordrijn-Westfalen, maar er zijn geen aanwijzingen dat Joos familie was van deze Van der Bekes. Er zijn ook geen betrouwbare gegevens teruggevonden over de vader of moeder van Joos van der Beke en in de Antwerpse archieven is niets over hem terug te vinden voor zijn toetreding tot het Sint-Lucasgilde in 1511.

### Opleiding
Joos van Cleve zou zijn opleiding gekregen hebben in het atelier van Jan Joest een schilder uit Kalkar of Wesel in het toenmalige hertogdom Kleef. Deze associatie is gebaseerd op de medewerking van Joos van Cleve aan de retabelluiken die Jan Joest schilderde voor het hoogaltaar in de Sankt Nikolaikirche in Kalkar tussen 1506 en 1509. Op een deelpaneel van het rechterbuitenluik, dat de Opwekking van Lazarus voorstelt schilderde Joos zichzelf als een van de toeschouwers. Op basis van dit zelfportret kan men met zekerheid besluiten dat Joos samenwerkte met Jan Joest aan deze belangrijke opdracht, maar men weet niet in welke hoedanigheid, leerling, gezel of knecht. Noch in de contracten aangaande het altaarstuk noch in andere archieven is er sprake van Joos van Cleve, er is dus geen enkel documentair bewijsstuk dat Joos als leerling van Jan Joest plaatst. Bovendien blijkt uit het feit dat hij meewerkte aan het eigenlijke schilderen van het altaarstuk, dat hij al ver gevorderd was in zijn opleiding of dat zijn opleiding voltooid was, alleszins kunnen we ervan uitgaan dat Jan Joest Joos erkende als een volleerd schilder. Het blijft dus zeer moeilijk en hypothetisch om de leermeester van Joos van Cleve exact te benoemen.

## Loopbaan

### Werkzaam in Brugge?

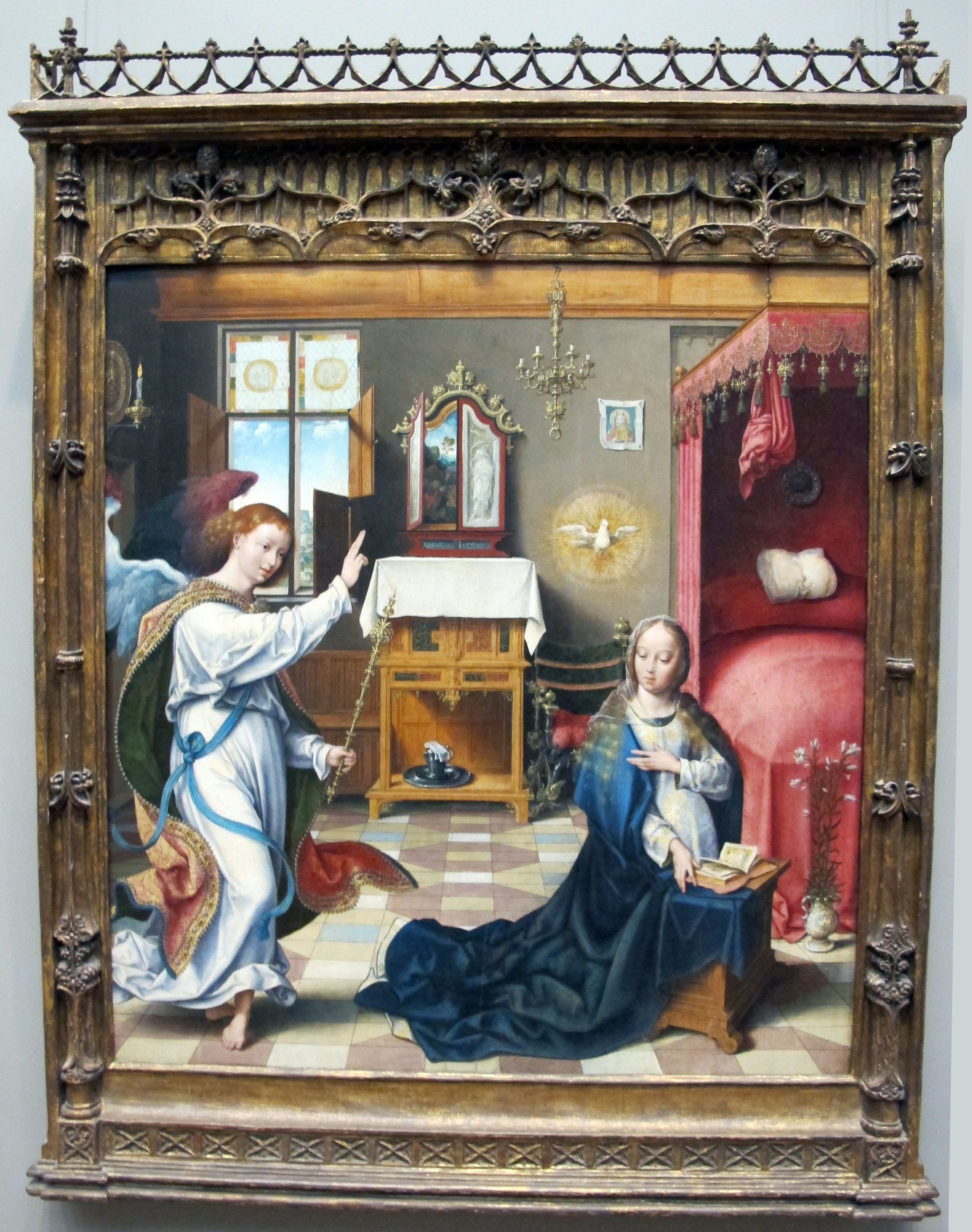
Annunciatie van de geboorte van Christus, ca. 1525 (voorbeeld van Brugse invloed), Metropolitan Museum of Art, New York

Op basis van de Brugse invloeden in zijn vroege werken menen sommige kunsthistorici dat Joos van Cleve na zijn medewerking aan het altaarstuk in Kalkar van 1508 to 1511 in Brugge zou gewerkt hebben. Onder meer zijn Adam en Eva, nu in het Louvre in Parijs en de diverse schilderijen van een Madonna met kind, die doen denken aan de stijl van Gerard David, wijzen volgens een aantal kunsthistorici in die richting. Micha Leeflang wijst erop dat David zowel in Antwerpen als in Brugge als vrijmeester was ingeschrevenen en dat Joos van Cleve dus perfect kan kennis gemaakt hebben met het werk van David in Antwerpen. Met andere woorden ook voor het verblijf van Joos van Cleve in Brugge zijn geen documenten gevonden die dit bevestigen en het is het dus helemaal niet zeker dat hij in Brugge gewerkt heeft.
Hand voegt hier aan toe dat de kunst van de Brugse schilders zoals Jan van Eyck, Gerard David en Hans Memling gekend was in de Nederrijnse regio. Ook Jan Joest met wie van Cleve zeker heeft samengewerkt, kende de Vlaamse schilderkunst en zijn altaarstuk in de Nikolaikerk toont even goed invloeden van Vlaamse meesters. De Adam en Eva van Joos van Cleve (gedateerd in de lijst op 1507) kunnen dus even goed in Kalkar geschilderd zijn. Het is duidelijk dat Joos van Cleve zich inspireerde op de triptiek van een Getroonde Maagd met Kind van Gerard David, nu in het Louvre, voor de figuur van Adam en op een gelijkaardig werk van Memling, nu in het Kunsthistorisches Museum in Wenen voor de pose van Eva, maar ook op de Adam en Eva op het altaarstuk van Jan Joest uit Kalkar. Dus ook voor Hand is een verblijf in Brugge zeer goed mogelijk maar allesbehalve vaststaand.
Een verklaring voor die Brugse stijl van zijn vroege werken is trouwens vrij voor de hand liggend. Toen Joos van Cleve zich in 1511 als vrijmeester in Antwerpen vestigde was er niet zoiets als een Antwerpse school die furore maakte. Wat Joos ter plaatse vond en wat zijn collega's schilderden, was een allegaartje van verschillende stijlen en kwaliteit. Het is dus niet verwonderlijk dat Van Cleve in het begin van zijn schildersloopbaan bleef werken in de Brugse stijl waar potentiële klanten mee vertrouwd waren. Met zijn Madonna's met kind die hij schilderde in de stijl van Gerard David of naar een model van Robert Campin, had hij blijkbaar succes gezien het aantal kopieën dat bewaard is gebleven en ook toen moest een schilder leven van de verkoop van zijn werken!

### Vrijmeester in Antwerpen

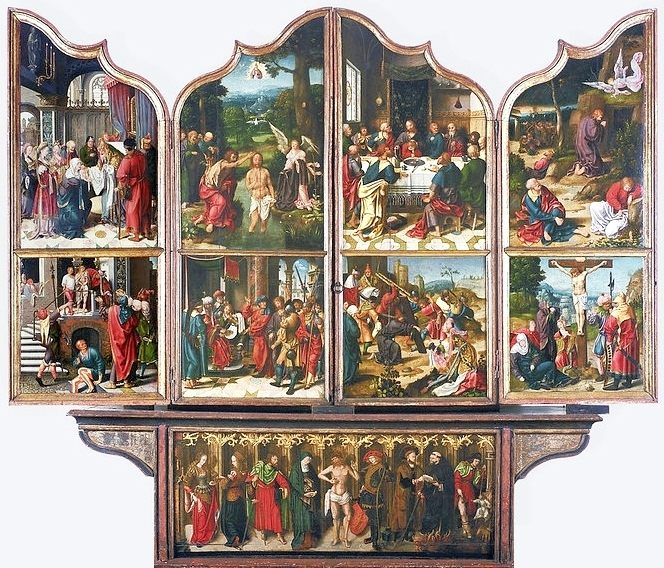
Reinholdaltaar, ca. 1516, Nationaal Museum van Warschau

Uit de Liggeren van de Antwerpse Sint-Lucasgilde weten we dat Joos van Cleve in het gilde werd ingeschreven als vrijmeester in 1511 en vijf jaar later, in 1516 nam hij een eerste leerling aan: Claes van Brugge. Dit betekent uiteraard dat hij in 1511 al poorter van Antwerpen was, want men kon geen vrijmeester worden als men het poorterschap niet had. Nochtans is van een eventuele koop van het poorterschap niets terug te vinden in de Antwerpse archieven.

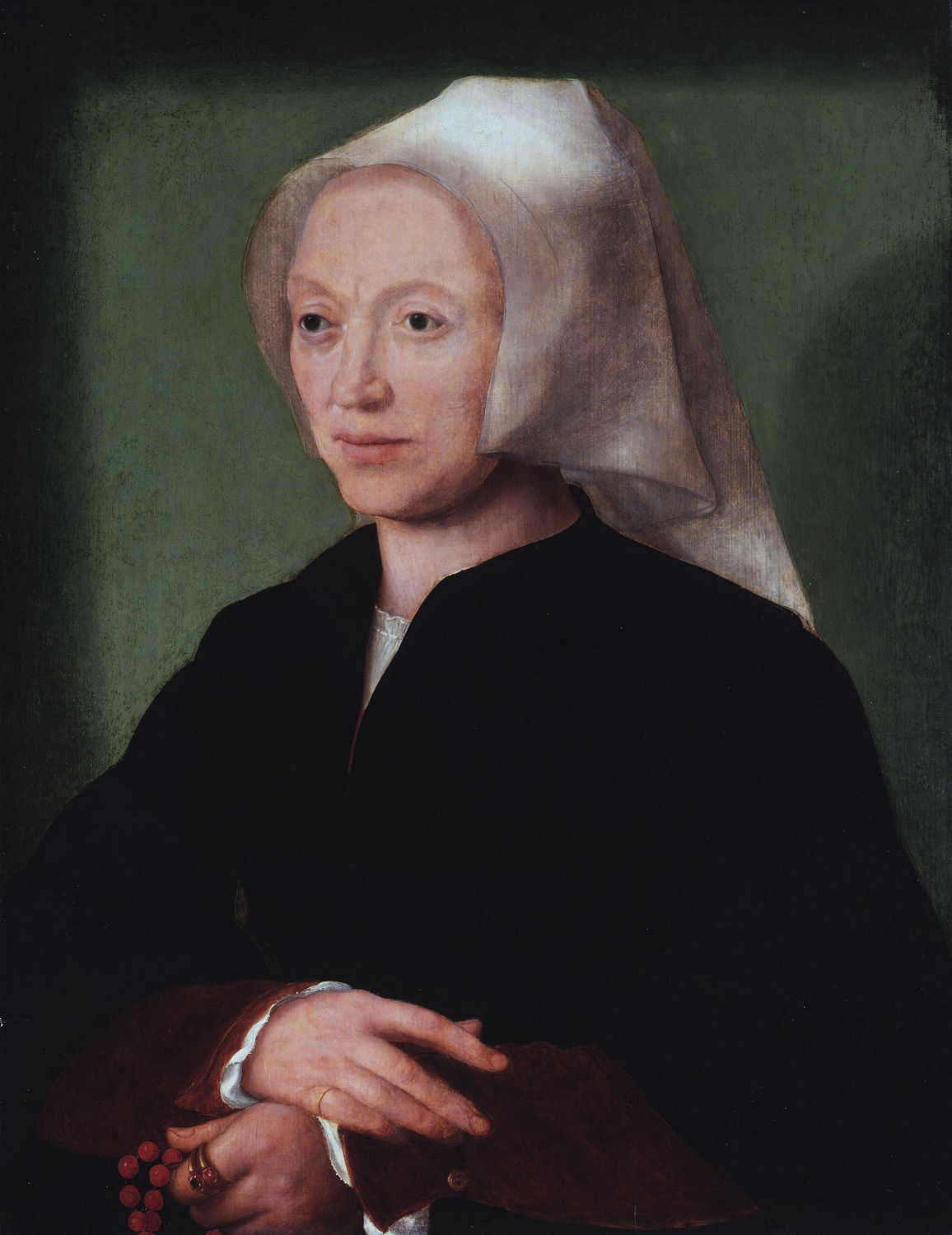
Katlijne van Mispelteeren, ca. 1535-40, Royal Collection

In 1519 wordt hij deken van het gilde samen met Simon van Dale, een glasschilder. In datzelfde jaar trouwde Joos met Anna Vijdts. Het paar kreeg twee kinderen, een zoon Cornelis in mei 1520 en in 1522 een dochter Jozijne. Zijn familieleven was minder gelukkig. In 1528 sterft zijn eerste vrouw Anna en hij hertrouwt met Katlijne van Mispelteeren in 1529. In zijn testament opgemaakt op 10 november 1540 wordt verwezen naar een buitenechtelijke dochter Tannekin die hij verwekt had bij Clara van Arp. Het was Pieter Coecke van Aelst die door Joos was aangeduid om het testament uit te voeren. Katlijne, die in 1541 als weduwe wordt vermeld, overleeft hem twintig jaar en neemt de zorg over zijn zoon Cornelis op zich. Die had zich in Engeland gevestigd maar was ten prooi aan waanzin naar Antwerpen teruggekeerd.
Van den Branden vermeldde verder nog dat Joos een huis huurde in de buurt van de gratiekapel en dat hij op 25 maart 1528 van zijn schoonouders Jan Vijdt, een droogscheerder, en Geertruid Karijs het huis "het Exterken" kocht buiten de oude Koepoort en vlak bij de Koepoortbrugge. Hij vestigde daar zijn atelier waar hij onder meer zijn zoon Cornelis opleidde.

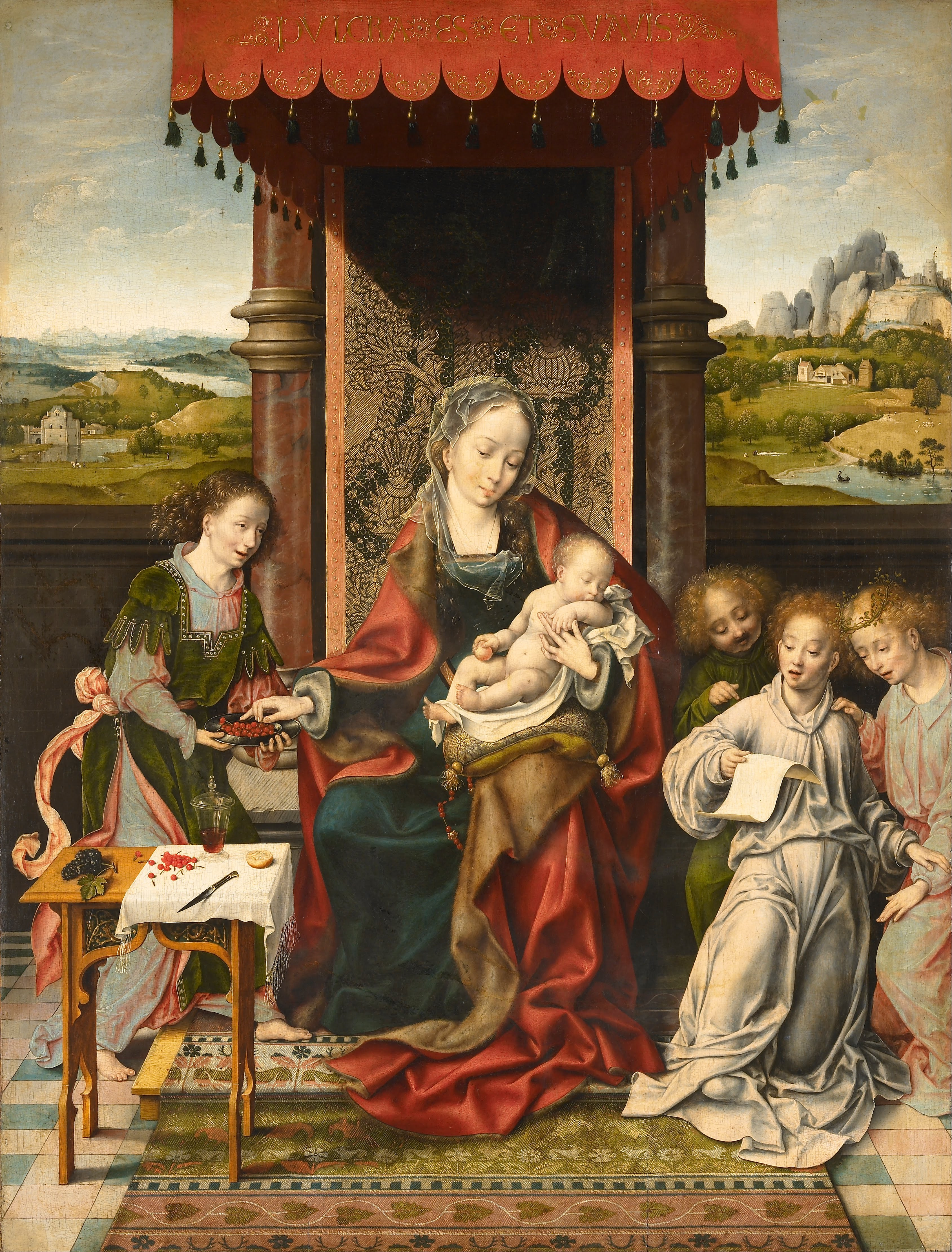
Maria met kind en engelen, ca. 1525, Walker Art Gallery, Liverpool

In 1520 wordt hij nogmaals benoemd tot deken van het gilde, ditmaal samen met Jan Wellens de Cock, een andere schilder. In hetzelfde jaar werd Van Cleve ook lid van het gilde van Onze-Lieve-Vrouwelof bij de Onze-Lieve-Vrouwekerk. In 1523 kwam Jacob (Coppen) Tomassone bij hem in de leer en in 1525 wordt hij voor de derde keer aangesteld tot deken van het gilde samen met Willem van Meulenere. Joos nam opnieuw twee leerlingen aan in 1535, Frans Dussy en Willeken de Stomme en in 1536 komt daar Joost Dierickssone bij.
Het Sint-Lucasgilde richtte in 1538 een armenbus op, een kas die een uitkering moest verzorgen voor verarmde of zieke gildebroeders. Ook van deze organisatie, waarvan hij medestichter was, wordt Van Cleve in 1538 en 1540 tot deken benoemd.
Joos van Cleve moet overleden zijn tussen 10 november 1540, de datum waarop hij zijn testament liet noteren en 13 april 1541, datum waarop in een koopakte voor twee huizen aan de Reyndersstraat, Katlijne van Mispelteeren weduwe genoemd werd. Op 4 februari verkocht de weduwe "het Exterken", het voormalig atelier.

### Verblijf in Frankrijk?

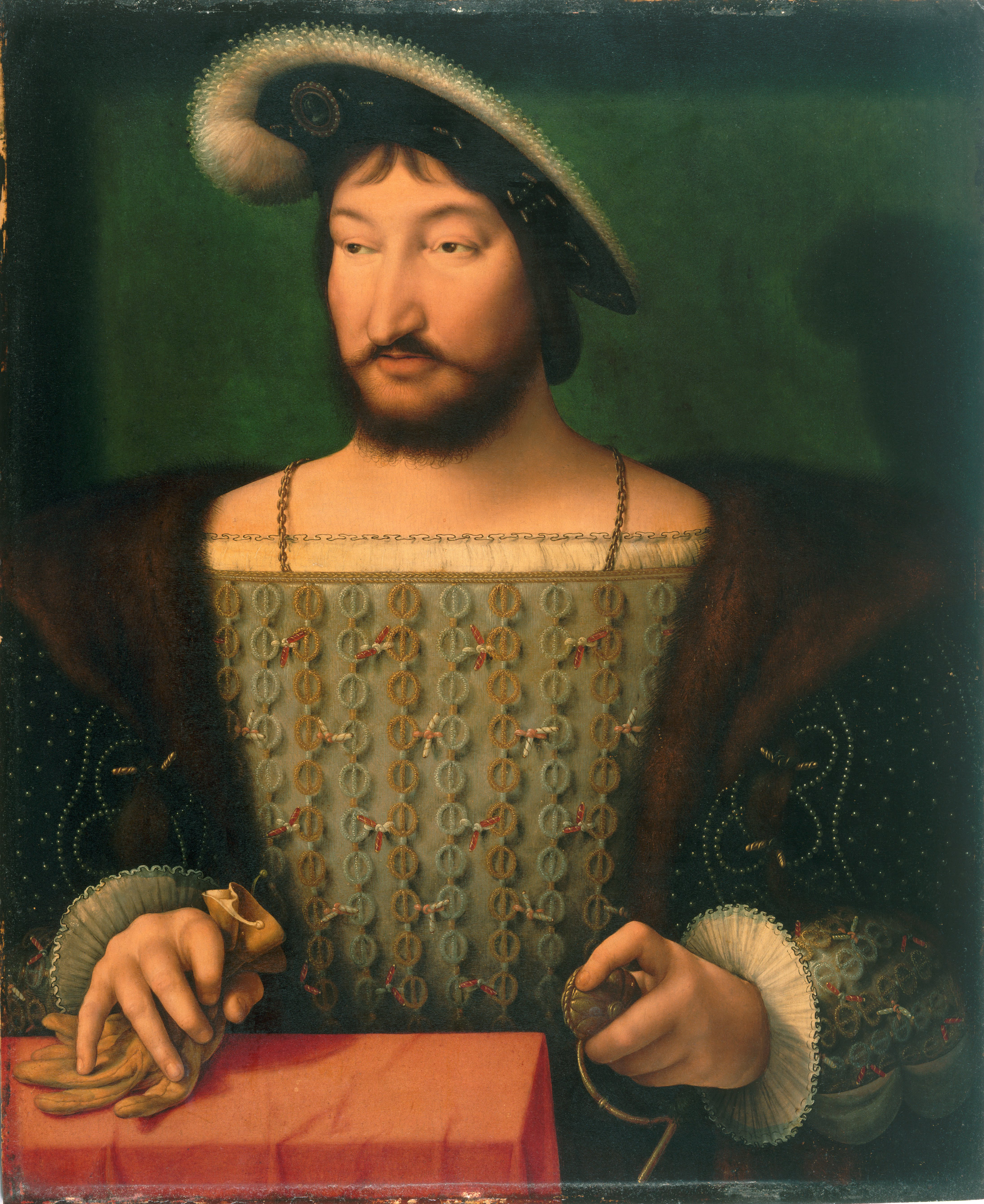
Portret van Frans I, 1532-1533, Philadelphia Museum of Art

In 1567 schreef Lodovico Guicciardini in zijn Descrittione di tutti i Paesi Bassi, altrimenti detti Germania inferiore over Joos van Cleve: “Gios di Cleues cittadino d’Anversa rarissimo nel colorire, & tanto eccellente nel ritarre dal naturale, che hauendo il Re Francesco primo mandati qua huomini a posta, per condurre alla Corte qualche maestro egregio, costui fu l’eletto, & condotto in Francia ritrasse il Re, & la Regina, & altri Principi con somma laude, & premi grandissimi”. Deze tekst en het ontbreken van vermeldingen betreffende Van Cleve in de Liggeren en archieven tussen 1529 en 1535, leidde ertoe dat vele kunsthistorici aannamen dat Joos van Cleve tussen 1529 en 1535 aan het Franse hof verbleef en werkte en ondertussen ook nog Italië bezocht. Maar in een recent ontdekt document van 17 februari 1533 kan men terugvinden dat Joos van Cleve aan de kunsthandelaar Joris Vezeleer (ca. 1493-1570) toestemming gaf om de betaling voor drie schilderijen van de koning te ontvangen in zijn naam. Dit stelt het verblijf aan het Franse hof in vraag, temeer daar buiten het Portret van Frans I, een Lucretia en een schilderij met Jozef geen andere werken gekend zijn die Van Cleve in opdracht van Frans I zou hebben gemaakt. Micha Leeflang meent dat het portret van Frans I zelf, niet noodzakelijk een bewijs is van een direct contact in Frankrijk, het kan geschilderd zijn naar een werk van een andere kunstenaar of tijdens een van de bezoeken van Frans I en Eleonora aan de Zuidelijke Nederlanden. Laure Fagnart situeert het bezoek van Joos van Cleve aan het Franse hof tussen 1531 en 1533, de kunsthistorici zijn het dus duidelijk nog niet eens.

### Den sotten Cleef

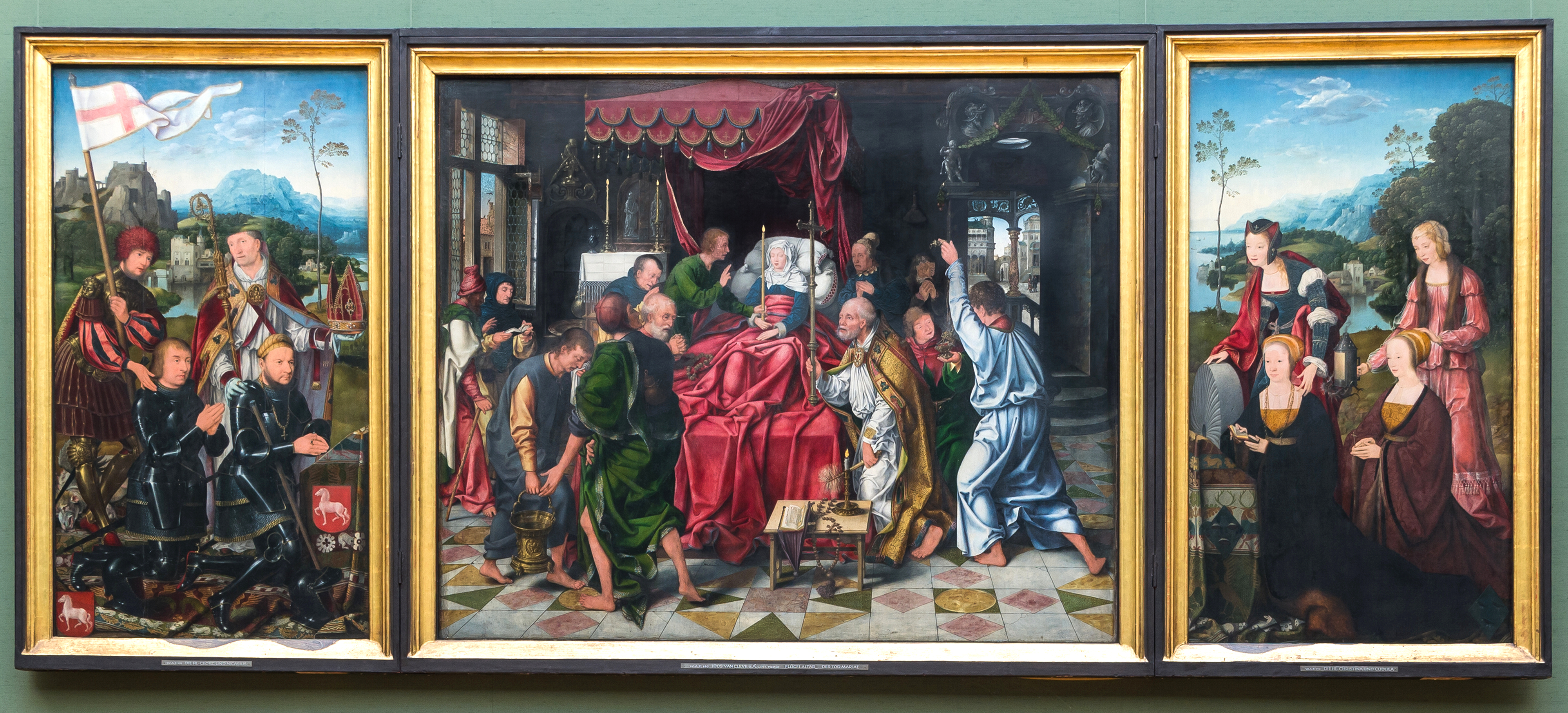
De dood van Maria, ca. 1515 (werk dat lange tijd aan een anonieme meester werd toegeschreven), Alte Pinakothek, München

Karel van Mander beschreef in zijn Schilder-boeck van 1604 een reis van Joos van Cleve naar Engeland. Wegens gebrek aan succes in Antwerpen zou Joos daarnaartoe getrokken zijn ten tijde van het huwelijk van Filips II van Spanje met Maria Tudor, in de hoop zijn werken daar te kunnen slijten. Hij deed beroep op Antonis Moro, de hofschilder van Filips II, om voor hem tussen te komen, maar tegelijkertijd kwam er een zending schilderijen uit Italië aan, met onder meer werken van Titiaan. Die werden door de koning gekocht, met als gevolg dat Van Cleve met lege handen bleef staan. Van Mander zegt verder: “Hy bekeef Moro seer hardlijck, en scholt hem een hooghmoedigh sot, die van geen goede Meesters yet met allen hiel .... Cleef werdt soo heel verbijstert in zijn sinnen, dat hy wonder dinghen dede: hy vernistede met Terbentijn vernis zijn cleeren, zijn cappe en zijn bonnet, en gingh soo al glimmende achter straet”. Van Mander baseerde zijn foutief verhaal op een verkeerde interpretatie van een tekst in de Pictorum aliquot celebrium Germaniae inferioris effigies (Antwerpen, 1572) van Dominicus Lampsonius waarin hij stelde dat: “Joos van Cleves kunst en deze van zijn zoon hem gelukkig had gemaakt mits hij zijn gezonde verstand had behouden”. Maar zoals we hoger zagen, was de man die krankzinnig werd Cornelis en niet Joos. Uit het verhaal van Van Mander ontstond het idee dat er twee schilders met de naam Joos van Cleve waren geweest, die men de oudere en de jongere ging noemen. Het zou tot in de twintigste eeuw duren voor de familierelaties van Joos van Cleve werden opgehelderd en zelfs vandaag vindt men in de literatuur nog verwijzingen naar "Joos de jongere" en "Joos de oudere" zoals in de Encyclopaedia Britannica (23-7-2010) en het Joslyn Art Museum in Nebraska.

## Stijl

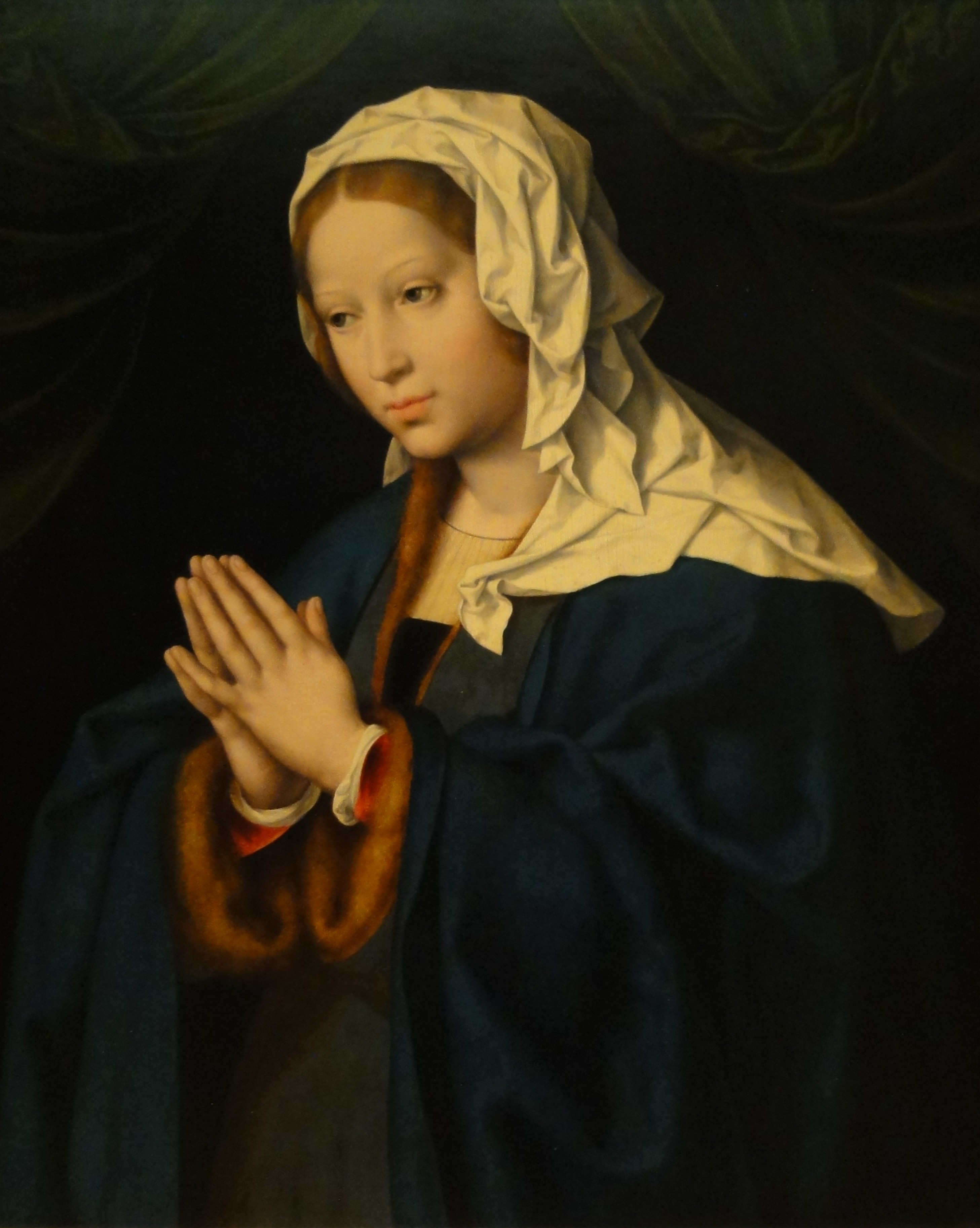
Biddende Madonna, Residenzgalerie, Salzburg

De stijl van Joos van Cleve beschrijven is geen eenvoudige zaak omdat die vrij eclectisch was. Hij schilderde in de maniëristische stijl, populair in het Antwerpen van zijn tijd maar even goed in de Brugse traditie van Jan van Eyck en Gerard David. Ook Rogier van der Weyden, Robert Campin, Hans Memling en Joachim Patinir zijn moeiteloos terug te vinden in zijn werk. Voor zijn Genuese klanten ging hij dan weer moeiteloos over naar de renaissance stijl die op dat ogenblik in Genua populair was. Hij was dus een schilder die van vele markten thuis was en werken afleverde in de stijl die door de opdrachtgever besteld werd. In dit verband heeft Van Mander een mooie uitspraak gedaan in zijn Schilderboeck namelijk: “‘De vermaerde heerlijke stadt Antwerpen, door Coopmanschap in voorspoet wesende, heeft over al tot haer gewenct d’uytnemenste onser Consten, die veel hun tot haer oock begeven hebben, om dat de Const geern is by den rijckdom”. Met ander woorden: de goede kunstenaar gaf de rijke klant wat die vroeg! Zo werden de twee triptieken met de Dood van Maria, besteld in de eerste jaren van Joos zijn vrijmeesterschap door de gebroeders Nicasius en Georg Hackeney uit Keulen, gerealiseerd in het typisch (voor die tijd) liggende Duitse formaat wat niet gebruikelijk was in het atelier van Joos van Cleve maar ook niet in de Zuidelijke Nederlanden. Ook het materiaal gebruikt voor de ondertekening sluit aan bij de Duitse traditie en wijkt af van wat Joos in zijn andere werken doet. De houdingen van de apostelen op het middenpaneel van beide werken zijn verwant met het Antwerps maniërisme, de compositie daarentegen doet denken aan werken over hetzelfde thema van Hugo van der Goes en Petrus Christus. Daar tegenover staat een ander werk dat uit Keulen werd besteld door het raadslid Gobel Schmitgen, namelijk de triptiek met de Bewening van Christus, in 1524 opgesteld in de Sint-Maria in Lyskirchen, door zijn heldere kleuren en de grote halffiguren zeer Italiaans aandoet. Het werk toont trouwens grote overeenkomsten met het Maria della Pace-altaarstuk (nu in het Louvre) geschilderd door Joos van Cleve in opdracht van de Italiaanse Nicolò Calvi Bellogio.
De stijl van de werken van Joos van Cleve is ook niet eenvoudig chronologisch te duiden. Er is geen duidelijke evolutie in zijn schilderstijl door de jaren heen. Een mooi voorbeeld hiervan is de Aanbidding van de Koningen besteld door Oberto de Lazario Cattaneo voor zijn kapel in de Chiesa di San Luca di Albaro bij Genua (nu in de Gemäldegalerie Alte Meister in Dresden). De Genuezen bestelden in het begin van de zestiende eeuw schilderijen in Antwerpen bij gebrek aan goede lokale kunstenaars maar verwachtten wel dat de stijl in overeenkomst zou zijn met die van de grote Italiaanse kunstenaars. Dit werk werd in Genua omstreeks 1518 geïnstalleerd en werd dus in dezelfde periode geschilderd als de twee triptieken met de Dood van Maria. De compositie van dit werk is totaal verschillend met die van de Keulse triptieken en is goed vergelijkbaar met werken van Leonardo da Vinci en Francesco Sacchi. Ook het gebruik van modellen, die aantoonbaar veelvuldig gebruikt werden in het atelier van Joos van Cleve, bemoeilijkt het chronologisch plaatsen van de werken. Zo werd de figuur van Balthasar op de Aanbidding van de Koningen (Dresden) gekopieerd op de werken die bewaard worden in Napels en Detroit die bijna 10 jaar later tot stand kwamen.

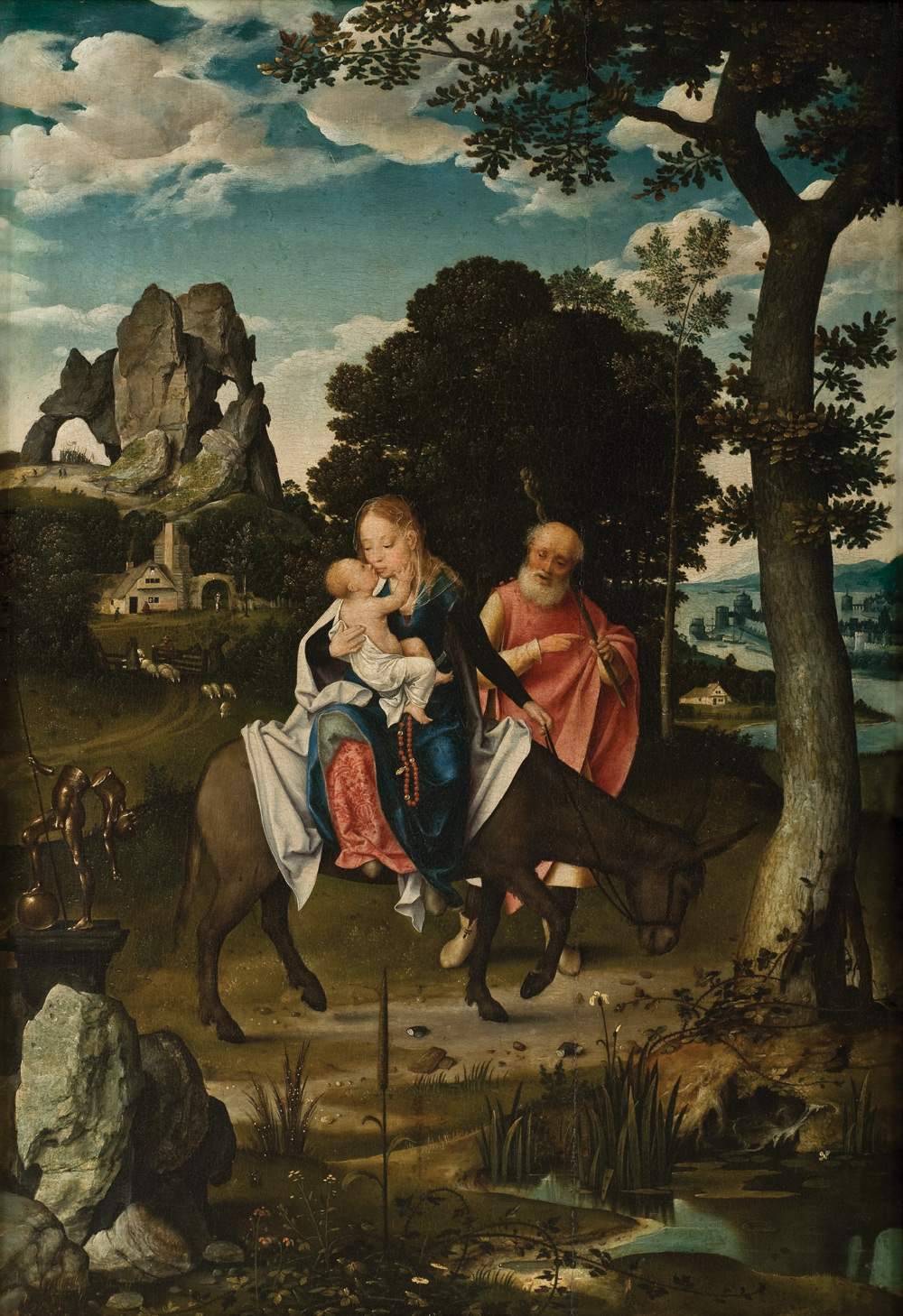
Joos van Cleve, De vlucht naar Egypte met "Patinir" landschap, ca. 1520, Museo de Arte de Ponce, Puerto Rico.

Een chronologisch element dat wel duidelijk is vast te stellen in het werk van Joos van Cleve is de invloed van Joachim Patinir op zijn werk. Patinir vestigde zich in 1515 als vrijmeester in Antwerpen en bleef er actief tot aan zijn dood in 1524. Voor 1515 is in de werken van Joos van Cleve geen invloed van Patinir op te merken. Noch in de triptieken met De dood van Maria, noch in het Reinhold altaarstuk en ook niet in de Madonna's met Kind die tot stand komen voor 1515 zijn de brede landschappen van Patinir terug te vinden. Na de vestiging van Patinir in Antwerpen zal Joos van Cleve zeer snel diens stijl van landschappen imiteren en assimileren. Het landschap op De rust tijdens de vlucht naar Egypte in het Museum voor Schone Kunsten in Brussel is bijna een letterlijke kopie van dat op het gelijknamige werk van Patinir in het Museo Thyssen-Bornemisza in Madrid. De compositie van het hoofdthema is dan weer afgeleid van het gelijknamige werk van Gerard David en voor de Maagd Maria stond een werk van Rogier van der Weyden model.
Samenvattend kan men zeggen dat de werken die in het atelier van Joos van Cleve werden vervaardigd de producten waren van een ambachtelijke perfectie. Hun hoge kwaliteit stelde de meerderheid van zijn tijdgenoten in Antwerpen in de schaduw hoewel zijn werkmethoden niet wezenlijk verschillend waren van die van de andere Antwerpse meesters. De kritiek dat Joost van Cleve een geniaal kopiist was maar weinig echt eigen werk creëerde ontstaat eigenlijk door het verplaatsen van onze hedendaagse kunstopvattingen naar de vroege zestiende eeuw. In die tijd was het verwijzen naar de grote meesters uit de voorgaande periode, de vijftiende eeuw, vrij normaal en riep niet het idee van plagiaat op maar eerder van eerbetoon aan een illustere voorganger. De renaissance kunst van het noorden putte zijn autoriteit uit het herhalen.

## Atelierproductie

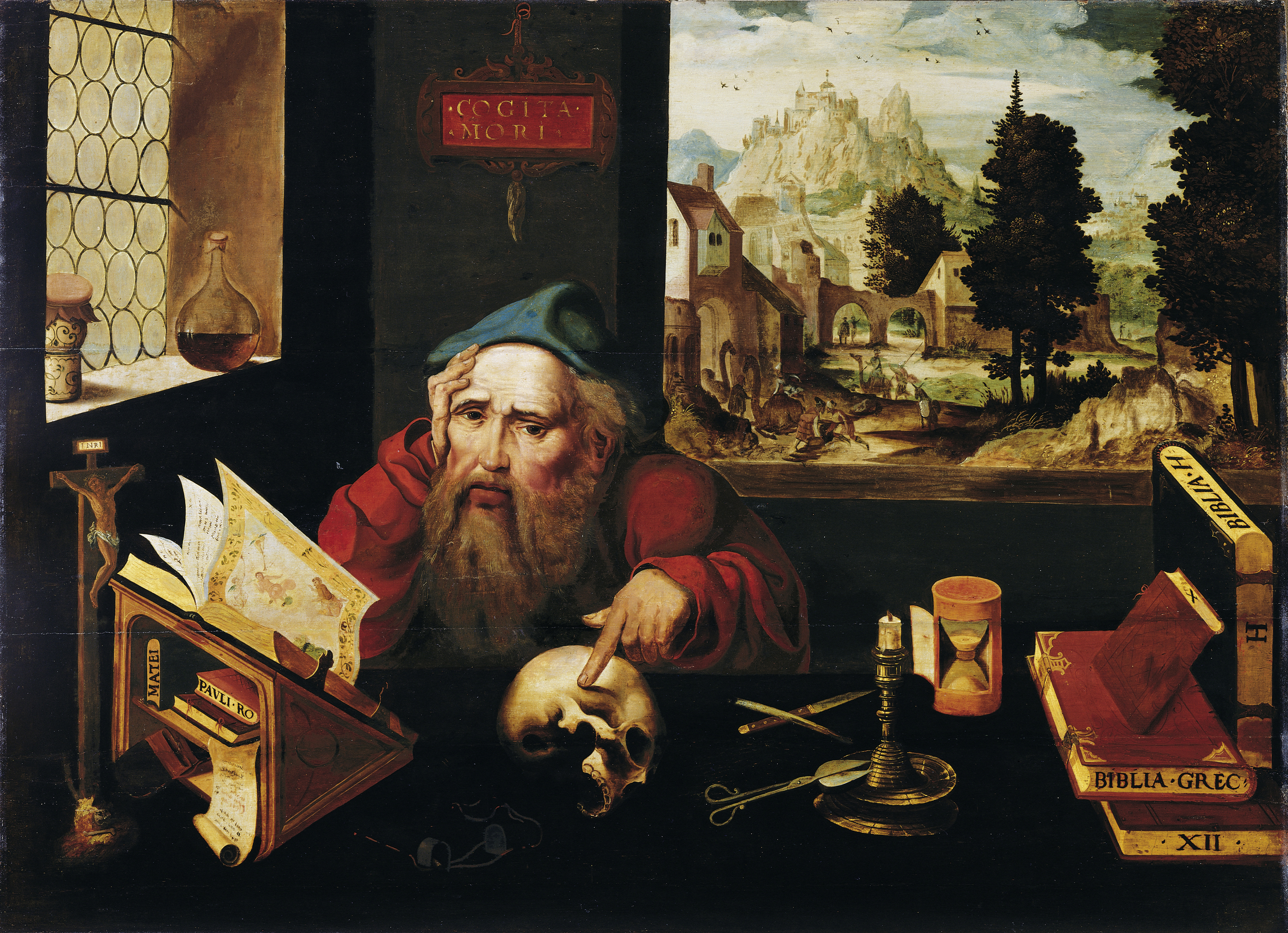
Joos van Cleve, de heilige Hiëronymus in zijn studievertrek, Museum Kunstpalast - Düsseldorf

Naast de grote opdrachten die Joos van Cleve realiseerde kennen we ook een groot aantal werken die gerealiseerd werden in het atelier van de meester. Zo zijn er van de Maria en Kind met kersen, mogelijk gebaseerd op een verloren gegaan paneel van Leonardo da Vinci vijfentwintig panelen gekend die in verband gebracht worden met Van Cleve. Van de Christus en Johannes de Doper als kind eveneens naar Da Vinci zijn vijftien versies teruggevonden, van De Heilige Hiëronymus in zijn studievertrek gebaseerd op een werk van Albrecht Dürer dertien en van de Heilige Familie meer dan dertig en de lijst is verre van volledig. Honderdvijftig van de driehonderd werken die aan Van Cleve en zijn atelier zijn toegeschreven zijn dergelijke serieproducties. Joos vormde tijden zijn ganse loopbaan vijf leerlingen en drie daarvan werden aangenomen in de tweede helft van de jaren 1530. Het is precies in deze periode dat een groot aantal van de werken die we kunnen bestempelen als serieproductie tot stand kwamen.
Voor het maken van deze werken werd gebruikgemaakt van modellen en kartons om de productie zo efficiënt en snel mogelijk te maken. De ondertekeningen die op die manier tot stand kwamen kunnen moeilijk toegewezen worden aan een bepaalde kunstenaar, elke leerling kon met een pons- of doordrukkarton probleemloos een ondertekening op het geprepareerde paneel aanbrengen.
De kwaliteit van de afwerking van deze werken is zeer uiteenlopend. Sommige schilderijen zijn zeer gedetailleerd en verfijnd uitgewerkt terwijl aan andere veel minder aandacht is besteed. De meeste werken werden trouwens niet door één kunstenaar geschilderd maar door een atelier. Maar hoewel een verschil tussen de kunstenaars die het werk realiseerden aantoonbaar is kan men stellen dat het atelier van Joos van Cleve garant stond voor kwaliteit.

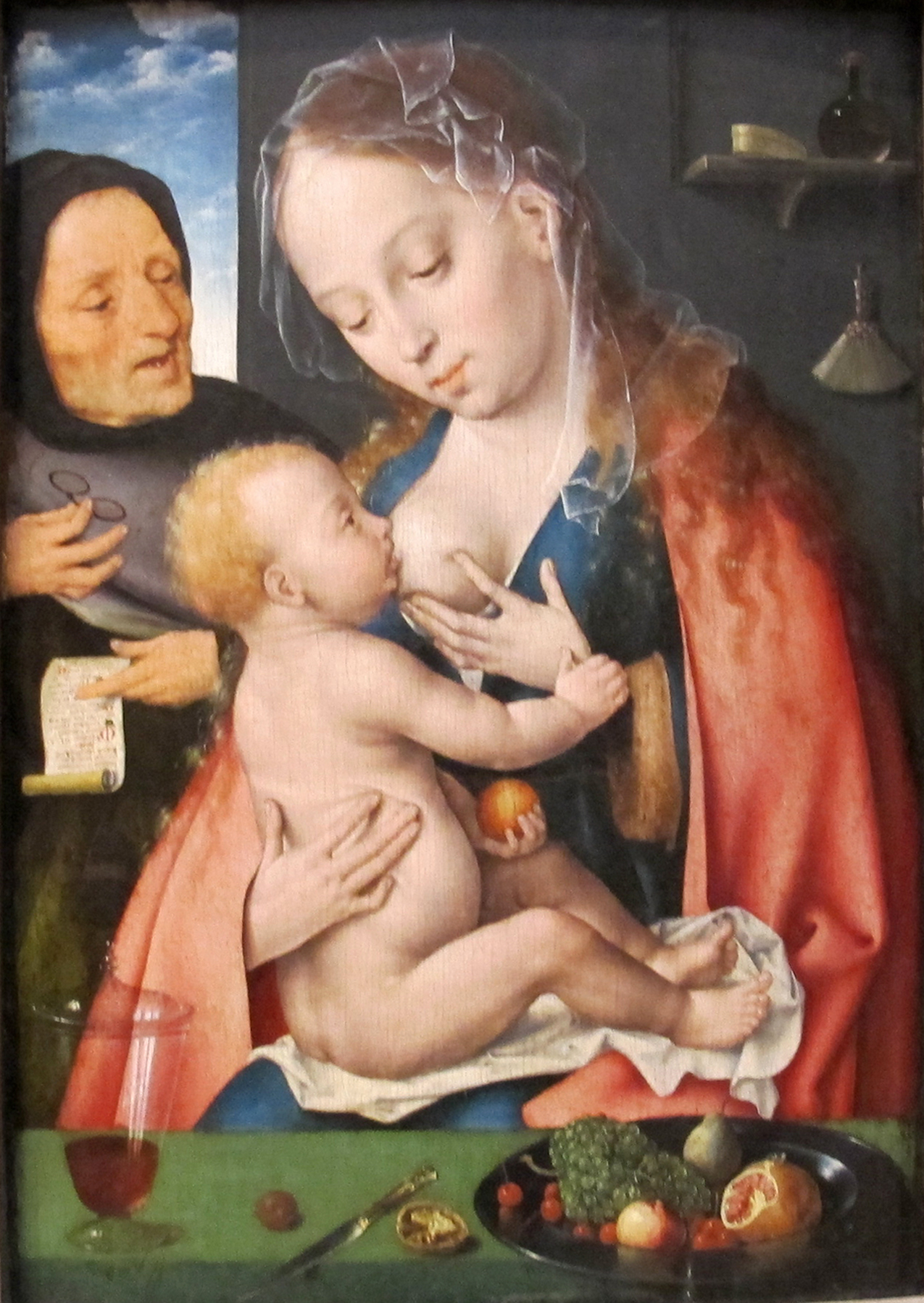
Joos van Cleve, Heilige familie, Metropolitan Museum of Art.

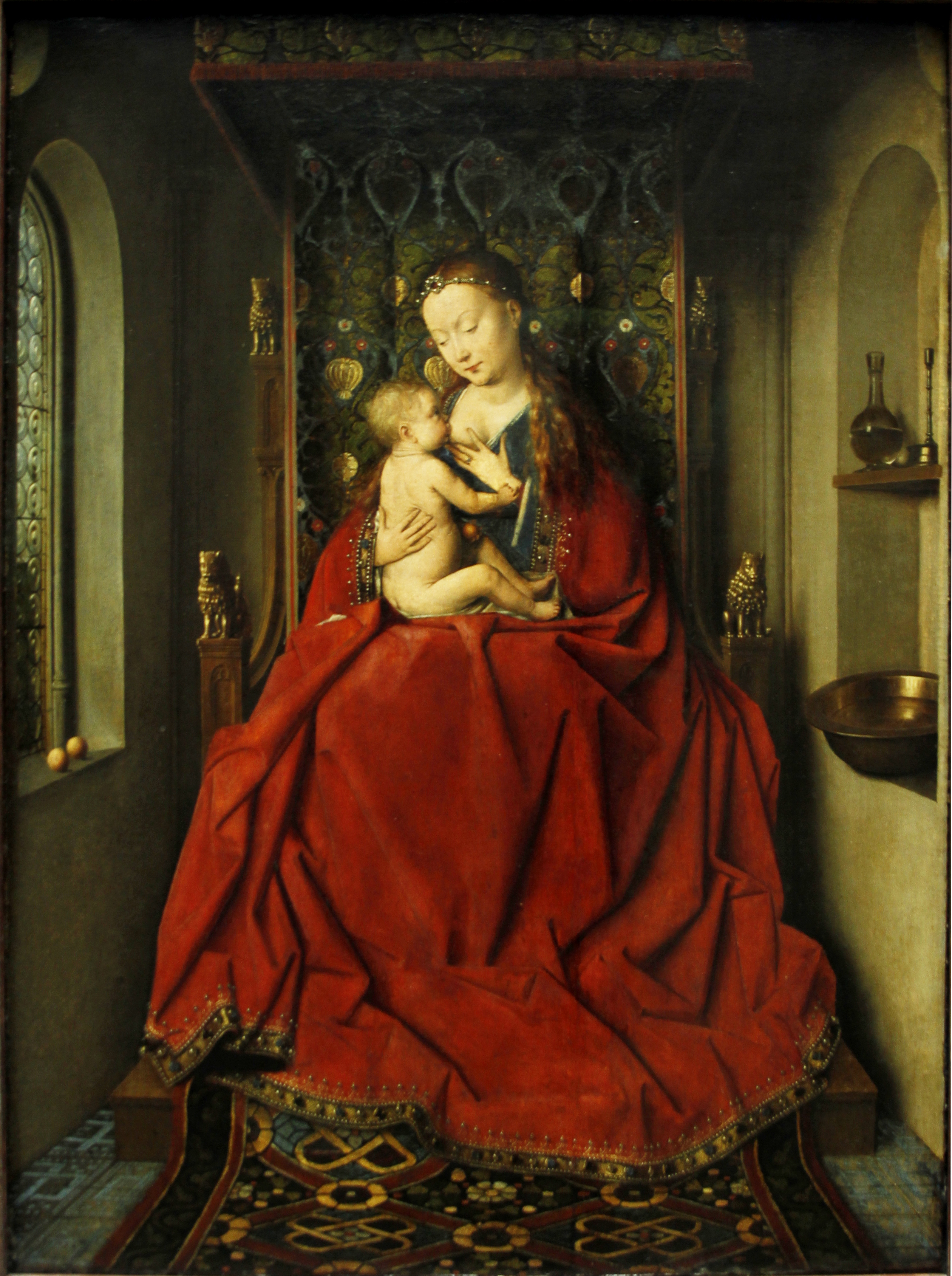
Jan van Eyck, Lucca Madonna, Städel Museum.

De Heilige Familie is een thema dat zeer populair was in het atelier van Joos van Cleve en een aparte plaats inneemt. Van dit onderwerp dat, gezien het grote aantal bewaarde kopieën, vrij populair moet geweest zijn in het begin van de zestiende eeuw zijn geen of nagenoeg geen versies teruggevonden van tijdgenoten van Joos zoals Bernard van Orley, Jan Gossaert, Quinten Massijs of van voorgangers zoals Hans Memling en Gerard David. Joos van Cleve ontwierp hier zijn eigen composities hoewel hij voor de details putte uit het werk van illustere voorgangers zoals Jan van Eyck en Rogier van der Weyden. De madonna op de Heilige familie in het Metropolitan Museum of Art te New York is duidelijk geïnspireerd door de Lucca Madonna van Jan van Eyck in het Städelsches Museum in Frankfurt am Main en Jozef kan teruggevonden worden in verschillende werken van Rogier ven der Weyden.

## Werken
Hierbij een (onvolledige) lijst van werken toegeschreven aan Joos van Cleve. Een andere catalogus van de werken van Joos van Cleve kan men terugvinden in de monografie van John Oliver Hand. Hand geeft in totaal 121 werken op waarvan hij er 100 aan Joos van Cleve en zijn atelier toeschrijft en 21 waarvan hij de toeschrijving betwijfelt. Gelijkaardige werken worden als één item behandeld; het aantal werken is dus beduidend groter.

### Altaarstukken en Drieluiken
- Aanbidding van de koningen, Berlijn, Staatliche Museen zu Berlin, Gemäldegalerie, 578
- Aanbidding van de koningen, Dresden, Gemäldegalerie Alte Meister, Staatliche Kunstsammlungen, 809.
- Adam en Eva, 1507, Parijs, Musée du Louvre, RF 840
- Altaarstuk met De getroonde Maria en Kind, Wenen, Kunsthistorisches Museum, 938
- Annunciatie, New York, Metropolitan Museum of Art, 32.100.60.
- Bewening, 1524, Frankfurt am Main, Städelsches Kunstinstitut, 803
- Cerezo-altaarstuk, Agaete, Ermita de Nuestra Señora de las Nieves (Gran Canaria) en Agaete, Nuestra Señora de la Concepcíon
- (Grote) Dood van Maria), München, Alte Pinakothek, WAF 150, 151 en 152, ca.1515 volgens Leeflang, kort voor 1524 volgens Hand
- (Kleine) Dood van Maria), 1515, Keulen, Wallraf-Richartz-Museum, WRM 430
- Johannes op Patmos, Ann Arbor, University of Michigan Museum of Art, 1958/2.77
- Kruisafneming, Edinburgh, National Gallery of Scotland, 1252
- Kruisiging, 1518, Napels, Museo di Capodimonte, 844.89
- Kruisiging, Boston, Museum of Fine Arts, 12.170.
- Laatste oordeel, New York, Metropolitan Museum of Art, 40.174.1
- Reinholdaltaar, 1516, Warschau, Museum Narodowe (Nationaal Museum), 185.007
- San Donato-altaarstuk, Genua, Chiesa di San Donato
- Santa Maria della Pace-altaarstuk, Parijs, Musée du Louvre

### Devotiestukken
- Christus als tuinman, Aken, Suermondt-Ludwig-Museum, GK 97
- Christus en Johannes de Doper als kinderen, Brussel, Koninklijke Musea voor Schone Kunsten van België, 7224
- Heilige Familie, Londen, National Gallery, NG 2603
- Heilige Hiëronymus in zijn studievertrek, Cambridge, Massachusetts, Harvard University Art Museums, 1961.26
- Lucretia, San Francisco, M.H. de Young Memorial Museum, 54651
- Lucretia, Wenen, Kunsthistorisches Museum, 833
- Maria en Kind (Linsky-Madonna), New York, Metropolitan Museum of Art, 1982.60.47
- Maria en Kind met Dominicaanse monnik, Parijs, Musée du Louvre, RF 2068
- Maria en Kind met Joachim en Anna, Brussel, Koninklijke Musea voor Schone Kunsten van België, 545
- Maria en Kind met kersen, New York, collectie Hester Diamond
- Maria en Kind, Wenen, Kunsthistorisches Museum, 836.
- Maria en slapend Kind, Praag, Národní galerie v Praze
- Mater Dolorosa, Genua, Galleria nazionale di palazzo Spinola, GNPS 62
- Rust tijdens de vlucht naar Egypte, Brussel, Koninklijke Musea voor Schone Kunsten van België, 2928
- Salvator Mundi, Parijs, Musée du Louvre, RF 187

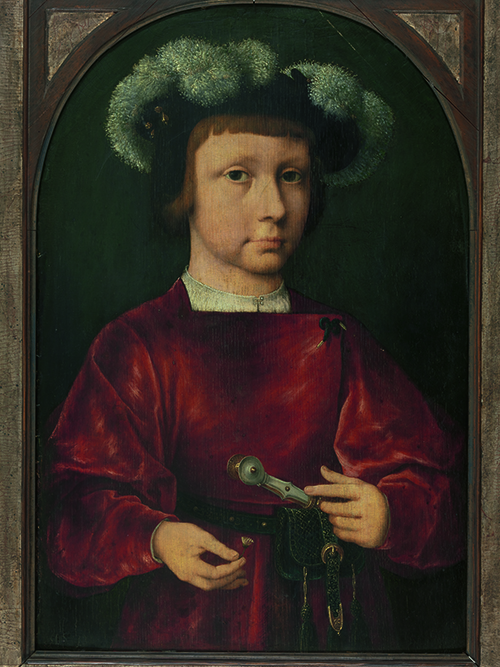
Portret van een jonge edelman, 1525-1535, The Phoebus Foundation

### Portretten
- Eleonora van Oostenrijk, Wenen, Kunsthistorisches Museum, 6079
- Frans I van Frankrijk, Philadelphia, Museum of Fine Arts, 769
- Hendrik VIII van Engeland, 150-155, Royal Collection Trust
- Maximiliaan, Amsterdam, Rijksmuseum Amsterdam, SK-A-3293
- Maximiliaan, Wenen, Kunsthistorisches Museum, 972
- Portret van een man en een vrouw, 1520, Florence, Galleria degli Uffizi, 236, 237
- Portret van een man en vrouw, Enschede, Rijksmuseum Twenthe, 0026 en 0027[h 14]
- Portret van een oude man, Madrid, Museo del Prado, 2182
- Portret van Joris Vezeleer en Margaretha Boghe, 1518, Washington, National Gallery of Art, 1962.9.1, 1962.9.2
- Portret van Stefano Raggio, Genua, Galleria Nazionale di Palazzo Spinola di Pellicceria, GNL 56/2001
- Zelfportret, 1519, Madrid, Museo Thyssen-Bornemisza, 1930.128
- Portret van een jonge edelman, 1525-1535, The Phoebus Foundation